# Dreiband Grand Prix 1987/4
Der Dreiband Grand Prix 1987/4 war das 4. Turnier in dieser Disziplin des Karambolagebillards und fand vom 7. bis zum 10. Mai 1987 in Tokio statt.
Das BWA-Turnier wurde als „NIPPON INTERNATIONAL TOURNAMENT“ ausgetragen.

## Geschichte
Der erste BWA-Grand-Prix fand in Tokio statt und wurde vom einheimischen Junichi Komori gewonnen. Im Finale besiegte er den Belgier Ludo Dielis mit 3:1 Sätzen. Die beiden Vorrundensieger Raymond Ceulemans und Nobuaki Kobayashi belegten die Plätze drei und vier.

## Turniermodus
Gespielt wurde eine Vorrunde mit zwei Gruppen à 7 Spieler. Die beiden Gruppenbesten kamen ins Halbfinale. Danach wurde eine KO-Runde gespielt. Die Plätze 5–8 wurden auch ausgespielt. Das ganze Turnier wurde auf drei Gewinnsätze bis 15 Punkte gespielt.
Bei MP-Gleichstand wurde in folgender Reihenfolge gewertet:
1. MP = Matchpunkte
2. SP = Satzpunkte
3. GD = Generaldurchschnitt
4. HS = Höchstserie

## Vorrunde
| Platz | Name                   | MP   | SP    | Pkte | Aufn. | GD    | BED   | HS |
| ----- | ---------------------- | ---- | ----- | ---- | ----- | ----- | ----- | -- |
| 1     | Raymond Ceulemans      | 12:0 | 18:3  | 301  | 205   | 1,468 | 2,250 | 9  |
| 2     | Junichi Komori         | 8:4  | 15:10 | 322  | 281   | 1,145 | 1,607 | 12 |
| 3     | Yoshio Yoshihara       | 8:4  | 13:8  | 245  | 222   | 1,103 | 1,325 | 10 |
| 4     | Christ van der Smissen | 6:6  | 11:12 | 284  | 256   | 1,109 | 2,045 | 7  |
| 5     | Richard Bitalis        | 4:8  | 11:15 | 304  | 299   | 1,016 | 1,047 | 9  |
| 6     | Allen Gilbert          | 4:8  | 9:15  | 277  | 318   | 0,871 | 1,065 | 6  |
| 7     | Kim Dog-soo            | 0:12 | 4:18  | 181  | 236   | 0,766 | -     | 6  |

| Platz | Name              | MP   | SP    | Pkte | Aufn. | GD    | BED   | HS |
| ----- | ----------------- | ---- | ----- | ---- | ----- | ----- | ----- | -- |
| 1     | Nobuaki Kobayashi | 12:0 | 18:3  | 301  | 224   | 1,343 | 1,875 | 15 |
| 2     | Ludo Dielis       | 10:2 | 15:8  | 389  | 277   | 1,043 | 1,500 | 9  |
| 3     | Marco Zanetti     | 6:6  | 12:12 | 280  | 252   | 1,111 | 1,617 | 10 |
| 4     | Joji Kai          | 6:6  | 10:11 | 235  | 252   | 0,932 | 1,451 | 7  |
| 5     | Rini van Bracht   | 4:8  | 13:14 | 323  | 316   | 1,022 | 0,959 | 9  |
| 6     | Aturo Bone        | 4:8  | 8:14  | 235  | 291   | 0,807 | 1,295 | 7  |
| 7     | Avelino Rico      | 0:12 | 6:18  | 201  | 255   | 0,788 | -     | 5  |

## Finalrunde

### Platz 1–4
|  | Halbfinale 3 GS bis 15       | Halbfinale 3 GS bis 15 |                   |             | Finale 3 GS bis 15 | Finale 3 GS bis 15 |
|  |                              |                        |                   |             |                    |                    |
|  | Raymond Ceulemans            | 9/9/13                 |                   |             |                    |                    |
|  | Ludo Dielis                  | 15/15/15               |                   |             |                    |                    |
|  |                              |                        |                   |             |                    |                    |
|  |                              |                        |                   |             |                    |                    |
|  | Ludo Dielis                  | 12/2/15/9              |                   |             |                    |                    |
|  |                              | Junichi Komori         | 15/15/7/15        |             |                    |                    |
|  |                              |                        |                   |             |                    |                    |
|  | Spiel um Platz 3 3 GS bis 15 |                        |                   |             |                    |                    |
|  |                              |                        | Raymond Ceulemans | 15/12/15/15 |                    |                    |
|  | Nobuaki Kobayashi            | 4/6/10                 | Nobuaki Kobayashi | 4/15/5/3    |                    |                    |
|  | Junichi Komori               | 15/15/15               |                   |             |                    |                    |

| Platz            | Name                   | 1. Satz | 2. Satz | 3. Satz | 4. Satz | 5. Satz |
| ---------------- | ---------------------- | ------- | ------- | ------- | ------- | ------- |
| Spiel um Platz 5 |                        |         |         |         |         |         |
| 5                | Marco Zanetti          | 11      | 15      | 6       | 15      | 15      |
| 6                | Yoshio Yoshihara       | 15      | 10      | 15      | 12      | 14      |
| Spiel um Platz 7 |                        |         |         |         |         |         |
| 7                | Christ van der Smissen | 15      | 15      | 10      | 15      |         |
| 8                | Joji Kai               | 8       | 6       | 15      | 11      |         |

## Abschlusstabelle
| MP    | Match Points (Sieger = 2; Unentschieden = 1; Verlierer = 0) |
| Pkte. | Erzielte Karambolagen                                       |
| Aufn. | Benötigte Versuche                                          |
| GD    | Generaldurchschnitt                                         |
| BED   | Bester Einzeldurchschnitt eines Spielers                    |
| HS    | Höchstserie                                                 |
|       | Bester GD des Turniers                                      |
|       | Bester ED des Turniers                                      |
|       | Beste HS des Turniers                                       |
|       | 1. Platz (Gold)                                             |
|       | 2. Platz (Silber)                                           |
|       | 3. Platz (Bronze)                                           |

| Phase                | Platz | Name                   | MP   | SP    | Pkte | Aufn. | GD    | BED   | HS | WRP |
| -------------------- | ----- | ---------------------- | ---- | ----- | ---- | ----- | ----- | ----- | -- | --- |
| Finale               | 1     | Junichi Komori         | 12:4 | 21:11 | 382  | 318   | 1,201 | 1,607 | 12 | 12  |
| Finale               | 2     | Ludo Dielis            | 12:4 | 19:11 | 343  | 317   | 1,082 | 1,500 | 9  | 8   |
| Halb- finale         | 3     | Raymond Ceulemans      | 14:2 | 21:7  | 389  | 255   | 1,525 | 3,352 | 10 | 6   |
| Halb- finale         | 4     | Nobuaki Kobayashi      | 12:4 | 19:9  | 348  | 269   | 1,293 | 1,875 | 15 | 5   |
| Platzierungs- spiele | 5     | Marco Zanetti          | 8:6  | 15:14 | 342  | 311   | 1,099 | 1,617 | 10 | 4   |
| Platzierungs- spiele | 6     | Yoshio Yoshihara       | 8:6  | 15:11 | 311  | 281   | 1,106 | 1,325 | 10 | 3   |
| Platzierungs- spiele | 7     | Christ van der Smissen | 8:6  | 14:13 | 339  | 300   | 1,130 | 2,045 | 7  | 2   |
| Platzierungs- spiele | 8     | Joji Kai               | 6:8  | 11:14 | 275  | 295   | 0,932 | 1,451 | 7  | 1   |
| Gruppen- phase       | 9     | Rini van Bracht        | 4:8  | 13:14 | 323  | 316   | 1,022 | 0,959 | 9  | -   |
| Gruppen- phase       | 10    | Richard Bitalis        | 4:8  | 11:15 | 304  | 299   | 1,016 | 1,047 | 9  | -   |
| Gruppen- phase       | 11    | Allen Gilbert          | 4:8  | 9:15  | 277  | 318   | 0,871 | 1,065 | 6  | -   |
| Gruppen- phase       | 12    | Aturo Bone             | 4:8  | 8:14  | 235  | 291   | 0,807 | 1,295 | 7  | -   |
| Gruppen- phase       | 13    | Avelino Rico           | 0:12 | 6:18  | 201  | 255   | 0,788 | -     | 5  | -   |
| Gruppen- phase       | 14    | Kim Dog-soo            | 0:12 | 4:18  | 181  | 236   | 0,766 | -     | 6  | -   |